# اثر هالدین
اثر هالدین (انگلیسی: Haldane effect) یکی از ویژگی‌های هموگلوبین است که نخستین بار توسط جان اسکات هالدین توصیف شد. در این اثر، سیرش اکسیژن‌رسانی خون در ریه‌ها، دی‌اکسید کربن را از هموگلوبین جدا می‌کند و حذف دی‌اکسید کربن را افزایش می‌دهد. در نتیجه، در این حالت خون اکسیژن‌دار میل ترکیبی کمتری با دی‌اکسید کربن دارد؛ بنابراین، اثر هالدین توانایی هموگلوبین را در حمل مقادیر بیشتری از دی‌اکسید کربن (CO2) در حالت بدون اکسیژن در مقایسه با حالت اکسیژن‌دار توصیف می‌کند. برعکس، درست است که غلظت بالای CO2 تفکیک اکسی‌هموگلوبین را تسهیل می‌کند، اگرچه این نتیجه دو فرایند متمایز (اثر بور و اثر مارگاریا-گرین) است و باید از اثر هالدین متمایز شود.

## کاربامینوهموگلوبین
دی‌اکسید کربن از سه طریق مختلف در خون حرکت می‌کند. یکی از این روش‌ها اتصال به گروه‌های آمینه و ایجاد ترکیبات کاربامینو است. گروه‌های آمینه برای اتصال در ترمینال‌های N و در زنجیره‌های جانبی باقیمانده‌های آرژنین و لیزین در هموگلوبین در دسترس هستند. هنگامی که دی‌اکسید کربن به این باقیمانده‌ها متصل می‌شود، کاربامینوهموگلوبین تشکیل می‌شود. این مقدار کاربامینوهموگلوبین تشکیل شده با مقدار اکسیژن متصل به هموگلوبین نسبت معکوس دارد؛ بنابراین، در اشباع اکسیژن کمتر، کاربامینوهموگلوبین بیشتری تشکیل می‌شود.